# Uniprix (pharmacies)
Pour les articles homonymes, voir Uniprix.
 (février 2023).
Uniprix (connu aussi sous le nom de Groupe Uniprix) est une entreprise québécoise qui regroupe trois bannières, qui répondent aux besoins de chacun des marchés : Uniprix, Uniprix Clinique et Uniprix Santé. Ensemble, leurs actionnaires constituent le plus important regroupement de pharmaciennes et pharmaciens indépendants.

## Description
Avec un chiffre d’affaires de plus de 1,6 milliard $ annuellement, le Groupe Uniprix emploie aujourd’hui quelque 4 000 employés dans plus de 350 pharmacies situées aux quatre coins du Québec. C’est ce qui en fait le deuxième joueur sur l’échiquier québécois de la pharmacie de détail au Québec, et le plus important regroupement de pharmaciens indépendants au Québec.
Le siège social du Groupe Uniprix, situé dans l’arrondissement Saint-Léonard à Montréal, emploie près de 150 personnes.
Uniprix possède sa marque maison, Option +.

## Historique
C’est en 1977 qu’Uniprix est créée. Un groupe de pharmaciens indépendants provenant des quatre coins du Québec s’est alors réuni. Leur but était de profiter du pouvoir d’achat d’un groupe et de se retrouver sous une bannière commune, et ce, tout en demeurant des pharmaciens propriétaires à 100 %.
Au début de 1997, Uniprix achète les 53 succursales de la chaîne Cumberland. Il en conserve 30 et vend le reste à ses concurrents. Le nombre de pharmacies passe alors de 160 à 190. Cette transaction permet au Groupe Uniprix de consolider son deuxième rang dans le marché québécois de la pharmacie au détail.
En 2006, plus de 140 pharmacies affiliées à Clinique Santé se joignent au Groupe Uniprix.  En 2017, la compagnie américaine McKesson (la propriétaire de Proxim) achète Uniprix.

## Publicité
Depuis le début des années 1990 et jusqu'en 2016, la comédienne Anick Lemay fut leur porte-parole pendant plus de 10 ans. Depuis quelques années, grâce à des campagnes publicitaires percutantes, Uniprix a su s'imposer dans un marché compétitif et en constante évolution. Son message : des professionnels de la santé soucieux de votre bien-être, disponibles et à l'écoute de vos besoins. Le service étant au cœur des préoccupations des pharmaciens et pharmaciennes-propriétaires, la signature « Uniprix, ça fait du bien » prend tout son sens.
La mission de l'entreprise est d'être la bannière de pharmaciennes et de pharmaciens de famille la plus près de sa clientèle de quartier, en offrant des produits et services professionnels personnalisés de santé/beauté, à des prix compétitifs, pour le bien-être de ses clients, dans un lieu avec une ambiance agréable. 

## Source
- Uniprix.com – Historique et mission
- Registraire des entreprises du Québec (rechercher "Uniprix inc.")